# Chita
|  | No s'ha de confondre amb Txità. |

Chita (知多市; -shi) és una ciutat ubicada a la Aichi, al Japó.
El 2003 la ciutat tenia una població estimada de 81.975 habitants i la densitat era de 1.804,42 persones per km². L'àrea total és de 45.43 km².
La ciutat va ser fundada l'1 de setembre del 1970.